# Hunnenstein (Schmidthachenbach)
Der Hunnenstein (historisch auch als Heldenstein, Hellenstein oder Hollenstein bezeichnet) ist ein Menhir bei Schmidthachenbach im Landkreis Birkenfeld in Rheinland-Pfalz.

## Lage und Beschreibung
Der Menhir befindet sich südwestlich von Schmidthachenbach und südöstlich von Mittelreidenbach auf dem Winneberg, kurz unterhalb des höchsten Punktes.
Der Menhir besteht aus Melaphyr. Er hat eine Höhe von 177 cm, eine Breite von 60 cm und eine Tiefe von 27 cm. Er ist plattenförmig, leicht geschwungen, verjüngt sich nach oben und endet in einer flachen Spitze. An den Hunnenstein ist ein kleinerer Stein angelehnt, bei dem es sich wohl um ein abgeschlagenes Bruchstück handelt. In der näheren Umgebung gab es mehrere Grabhügel. Der Hunnenstein könnte also ursprünglich als Grabstele gedient haben und wäre damit spätestens in der Hallstattzeit aufgerichtet worden.

## Der Menhir in regionalen Sagen
Um den Hunnenstein ranken sich zwei Sagen. Laut der ersten soll ein Trupp Hunnen während ihrer Raubzüge im 5. Jahrhundert hier ihr Lager aufgeschlagen haben. Nachdem sie die ganze Umgegend geplündert hatten, brach wegen ungerechter Teilung der Beute ein Streit aus und der Anführer der Hunnen wurde erschlagen. Daraufhin wurde er mit all seinen Schätzen begraben und auf dem Grab ein großer Stein errichtet, der fortan den Namen Hunnenstein trug.
Eine zweite Sage berichtet von dem Ritter Udo von Hachenfels. Während einer Jagd machte der Rast und schlief unter einem Baum ein. Im Traum erschien ihm Frau Holle. Sie wollte ihm die Ehre zuteilwerden lassen, sie leibhaftig zu sehen. Dafür müsste er ihr aber einen Gedenkstein errichten. Als der Ritter wieder erwachte, sah er tatsächlich eine alte Frau, die rasch ins Tal hinablief. Er hielt seine Verpflichtung ein, ließ vom Hachenfelsen einen großen Stein absprengen und ihn dort aufstellen, wo er seinen Traum hatte. Nach Frau Holle erhielt der Stein den Namen Hollenstein.